# Vera-Maria Ruthenberg
Vera-Maria Ruthenberg, kurz auch Vera Ruthenberg, (geboren am 8. März 1920; gestorben am 7. November 2009) war eine deutsche Kunsthistorikerin.

## Leben
Die promovierte Kunsthistorikerin Vera-Maria Ruthenberg kam 1952 an die Nationalgalerie auf der Museumsinsel in Berlin. Nach dem Tod von Ludwig Justi übernahm sie 1957 kommissarisch die Leitung der Nationalgalerie, die sie bis 1966 innehatte. Sie organisierte zahlreiche Ausstellungen und veröffentlichte Schriften zur Kunst des 19. und 20. Jahrhunderts. Besondere Beachtung fand die von ihr kuratierte Ausstellung Von Delacroix bis Picasso: Ein Jahrhundert französischer Malerei, zu der sie Leihgaben aus Ost- und Westeuropa in der Nationalgalerie zeigen konnte. Ihre Arbeit würdigte der spätere Direktor Peter-Klaus Schuster: „Die mit großer wissenschaftlicher Sorgfalt und höchster Kennerschaft erarbeiteten Ausstellungen gerade zur Kunst des 19. Jahrhunderts, sowie zum Expressionismus, haben der Nationalgalerie im Ostteil Berlins unter ihren Direktoren Vera-Maria Ruthenberg, Willi Geismeier und Peter Betthausen ein hohes internationales Ansehen gesichert“. Ihre Verbundenheit mit den Künstlern der DDR verdeutlichte der Maler Harald Metzkes, der sie in seinem Gemälde Kino von 1967 an der Seite des Bildhauers Siegfried Krepp porträtierte. Auch nach ihrer Leitungstätigkeit wirkte sie weiter an der Nationalgalerie und führte beispielsweise 1978 den österreichischen Bundeskanzler Bruno Kreisky durch die Sammlung.

## Veröffentlichungen  (Auswahl)
- Vera Ruthenberg: Ludwig Richter zum 150. Geburtstag; Aquarelle und Zeichnungen aus dem Besitz der National-Galerie, Berlin. Staatliche Museen zu Berlin, Nationalgalerie und Lemke, Berlin 1953.
- Vera Ruthenberg: Moritz von Schwind zum 150. Geburtstag; Aquarelle und Zeichnungen aus dem Besitz der National-Galerie. Staatliche Museen zu Berlin, Nationalgalerie, Berlin 1954.
- Vera Ruthenberg: Lovis Corinth zum 100. Geburtstag. Staatliche Museen zu Berlin, Nationalgalerie, Berlin 1958.
- Vera-Maria Ruthenberg, Brigitte Fissel, Karl Heinz Janda: Waldemar Gzimek. Staatliche Museen zu Berlin, Nationalgalerie, Berlin 1960.
- Vera Ruthenberg: Otto Niemeyer-Holstein, 65 Jahre. Staatliche Museen zu Berlin, Nationalgalerie, Berlin 1961.
- Vera Ruthenberg: Otto Horbig. Staatliche Museen zu Berlin, Nationalgalerie, Berlin 1962.
- Vera Ruthenberg, Walter Heese: Nationalgalerie. Staatliche Museen zu Berlin, Seemann, Leipzig 1963.
- Vera Ruthenberg: Der Maler Carl Blechen zwischen 1828 und 1833, stilkritische Betrachtungen zu den Gemälden des Museums der Stadt Cottbus. Stadtmuseum, Cottbus 1963.
- Vera Ruthenberg: Von Delacroix bis Picasso, ein Jahrhundert französischer Malerei. Staatliche Museen zu Berlin, Nationalgalerie, Berlin 1965.
- Vera Ruthenberg: Adolph Menzel, Gemälde, Zeichnungen. Staatliche Museen zu Berlin, Nationalgalerie, Berlin 1980.